# Черниговский областной исторический музей имени В. В. Тарновского
Черни́говский областной истори́ческий музе́й имени В. В. Тарно́вского — музей в Чернигове.

## История
Берёт своё начало от исторического музея Черниговской архивной комиссии (1896) и Черниговского музея украинских древностей (1902). В период 1919—1922 годы в Чернигове появилось ещё три музея: этнографический, помещичьего быта и искусств, культов (создан на основе епархиального хранилища древностей).
В 1925 году (по другим данным в 1923 году) путём объединения пяти музеев был создан краевой исторический музей. В 1925—1932 годах музей располагался в здании бывшего дворянского и селянского поземельного банка (современный проспект Мира, 41). После создания в 1932 году Черниговской области в здании разместился областной комитет КП(б)У, а музей переехал в дом губернатора (современная Музейная улица, 4).
В период 1929—1934 годы в ведении исторического музея была усадьба М. М. Коцюбинского, затем в 1934 году был создан самостоятельный музей М. М. Коцюбинского. В 1940 году (по другим данным 1939 году) стал заведением республиканского значения.
Наряду с другими музеями, в годы Великой Отечественной войны был эвакуирован (частично) в Уфу.
После Великой Отечественной войны в доме губернатора размещались учебные заведения Черниговский зооветеринарный техникум и затем Черниговский филиал Киевского политехнического института, а музей — в доме В. В. Тарновского — доме, где находился Черниговский музей украинских древностей. В послевоенный период структура музея дополнилась двумя отделами — художественный (1965 год), народного декоративного искусства Черниговщины (1978) — и тремя секторами: сектор охраны памятников истории и культуры (1970), научно-методический сектор для оказания помощи музеям на общественных началах (1972 год), сектор охраны памятников археологии (1981).
После реставрации в период 1975—1977 годы памятника архитектуры и истории дома губернатора, в 1979 году музей вернулся в здание, где размещался в довоенный период; была открыта современная экспозиция. В 1983 году художественный отдел музея был выделен в самостоятельный музей (современная Музейная улица, 6). В 1986 году отделом музея стал музей боевой славы (улица Шевченко, 55А). В 1989 году был создан Черниговский областной археологический центр на базе хозрасчетной группы сектора археологии исторического музея.
Постановлением Кабинета Министров Украины от 27 ноября 1991 года № 345 «Про присвоение имён учебным и культурно-образовательным учреждениям» («Про присвоєння імен навчальним і культурно-освітнім закладам») музею возвращено имя общественного и культурного деятеля, собирателя украинских древностей В. В. Тарновского. В 1998 году два сектора музея — охраны памятников истории и культуры, археологии — были объединены в самостоятельную структуру Черниговскую областную инспекцию охраны памятников истории и культуры. В 2006 году в связи с передачей Екатерининской церкви (проспект Мира, 6 А) религиозной общине, экспозиция отдела народного декоративного искусства Черниговщины покинула храм.
Музей является постоянным участником всеукраинских музейных фестивалей. Музей представлен в Украинском национальном комитете Международного совета музеев (ICOM) и Всеукраинской ассоциации музеев (ВУАМ).

## Описание
Согласно «Перечню музеев и заповедников Черниговской области» (2015 год) Черниговской ОГА, современный музей включает в себя один отдел — военно-исторический музей (музей боевой славы) — и два филиала, расположенных вне города: музейно-мемориальный комплекс партизанской славы «Лесоград» (Елино) и усадьба семьи Лизогубов (Седнев).
В довоенный период в музее хранилось свыше 100 тысяч экспонатов, библиотека насчитывала 50 тысяч томов. В годы Великой Отечественной войны часть коллекции была эвакуирована в Уфу, большинство экспонатов утеряны вследствие бомбардировки авиацией немецко-фашистских войск и оккупации.
В послевоенный период, в 1944 году фонды музея насчитывали только 33 тысячи единиц хранения. Музей имеет в своём составе 4 отдела (фондов, пропаганды и массовой работы, истории советского общества, современности), 6 секторов (истории феодализма, капитализма, создание музеев на общественных началах, атеизма, памятников истории и культуры, археологии). Музей координирует и направляет деятельность филиалов и 12 отделов, расположенных на территории города и области.
В музее хранится свыше 150 тысяч памятников материальной и духовной культуры. Современная экспозиция была построена в 1979 году и размещена в 16 залах дома губернатора. Художественное оформление музея, созданное по проекту художников Ю. В. Кисличенко и И. Г. Левитской, отмечено Дипломом Выставки достижений народного хозяйства УССР. Коллекции музея: археологическая, нумизматическая, этнографическая, первоизданий, плакатов периода Гражданской войны, материалов про черниговцев — Героев Советского Союза, Героев Социалистического труда, учёных, деятелей культуры.
В разный период значительная часть материалов была передана для создания Государственного музея Т. Г. Шевченко в Киеве, музея М. М. Коцюбинского в Чернигове, музея Н. А. Щорса в Щорсе (сейчас Сновск), художественного музея в Чернигове.
В музее сохранились ценные археологические материалы с раскопок Киева, Руси (Княжей горы, летописного города Родни, Пеплавы, Чернигова и т. д.). Основа экспозиции: гончарная посуда, инструменты ремесленников и с/х орудия труда, коллекция костных изделий, фарфоровых, кристаллических, церковных материалов, оружие (преимущественно Б. Хмельницкого, Я. Острянина, С. Наливайка), ткани, древние издания (Киевского, Острожского и Почаевского издательств), гетманские универсалы, иконы, портреты (к примеру, Нектарии, в мире Наталии Долгорукой, работы С. Недилка) и т. д. В отделе истории общества — документы 1917—1945 годов, Октябрьской революции, Великой Отечественной войны и партизанского движения.
Библиотека музея, созданная в 1925 году, насчитывает свыше 15 тысяч томов; каталог — систематический, картотека — «Черниговская область».